# Sorhagenia lophyrella
Sorhagenia lophyrella — вид лускокрилих комах родини розкішних вузькокрилих молей (Cosmopterigidae).

## Поширення
Вид поширений майже на всій території Європи, в Туреччині та на Кавказі. Присутній у фауні України.

## Опис
Розмах крил становить приблизно від 8 до 11 мм. Sorhagenia lophyrella схожа на Sorhagenia rhamniella, але відрізняється трохи світлішими передніми крилами та блідо-сірими задніми крилами. Надійна диференціація можлива лише при обстеженні статевих органів.

## Спосіб життя
Імаго літають у липні. Личинки живляться на різних видах жостеру і крушини. Спочатку вони харчуються бруньками, але згодом переходять на листки. Личинок можна зустріти з початку квітня до кінця травня. Заляльвування відбувається на землі.